# Alfonso (Cavite)
Alfonso è una municipalità di seconda classe delle Filippine, situata nella Provincia di Cavite, nella Regione di Calabarzon.
Alfonso è formata da 32 baranggay:
- Amuyong
- Barangay I (Pob.)
- Barangay II (Pob.)
- Barangay III (Pob.)
- Barangay IV (Pob.)
- Barangay V (Pob.)
- Bilog
- Buck Estate
- Esperanza Ibaba
- Esperanza Ilaya
- Kaysuyo
- Kaytitinga I
- Kaytitinga II
- Kaytitinga III
- Luksuhin
- Luksuhin Ilaya

- Mangas I
- Mangas II
- Marahan I
- Marahan II
- Matagbak I
- Matagbak II
- Pajo
- Palumlum
- Santa Teresa
- Sikat
- Sinaliw Malaki
- Sinaliw na Munti
- Sulsugin
- Taywanak Ibaba
- Taywanak Ilaya
- Upli